# Interaction eau-énergie
Il n'y a pas de définition officielle pour l'interaction eau-énergie aussi appelée nexus eau-énergie (water-energy nexus), complexe eau-énergie ou encore connexion eau-énergie - le concept se réfère à la relation entre l'eau utilisée pour la production d'énergie, y compris l'électricité et les sources de combustibles telles que le pétrole et le gaz naturel et l'énergie consommée pour purifier, fournir, chauffer/refroidir, traiter et distribuer l'eau (et les eaux usées) parfois appelée intensité énergétique (Energy Intensity - EI). La relation n'est pas vraiment une boucle fermée car l'eau utilisée pour la production d'énergie n'a pas besoin d'être la même eau qui est traitée avec cette énergie, mais la plupart de ces formes de production d'énergie nécessitent un apport d'eau rendant la relation inextricable.
Parmi les premières études visant à évaluer la relation entre l'eau et l'énergie, une analyse du cycle de vie menée par Peter Gleick en 1994 a mis en évidence l'interdépendance et initié l'étude conjointe de l'eau et de l'énergie. En 2014, le département de l'Énergie des États-Unis (DOE) a publié son rapport sur le lien entre l'eau et l'énergie, soulignant la nécessité de politiques conjointes eau-énergie et une meilleure compréhension du lien et de sa vulnérabilité au changement climatique en matière de sécurité nationale. Le diagramme hybride de Sankey dans le rapport eau-énergie de 2014 du DOE résume les flux d'eau et flux d'énergie aux États-Unis par secteur, démontrant l'interdépendance et mettant en évidence la puissance thermoélectrique comme le plus grand utilisateur d'eau, principalement utilisée pour le refroidissement.

Diagramme de Sankey hybride de 2011, interconnexions des flux d'eau et d'énergie aux États-Unis.

## Dénomination du concept
Le concept ne semble pas posséder de dénomination unique en langue française. Différents noms sont utilisés dans la littérature scientifique et dans les sources officielles, tels que interaction eau-énergie ou complexe eau-énergie. Le terme anglais nexus eau-énergie s'inspirant de la dénomination anglaise water-energy nexus est lui aussi usité.

## L'eau utilisée pour la production d'énergie

Figure 1. Consommation d'eau pour la production d'énergie - WCEP - total par catégorie d'énergie, 2008

Tous les types de production d'énergie consomment de l'eau soit pour traiter les matières premières utilisées dans l'installation, pour construire et entretenir l'usine, soit pour produire l'électricité elle-même. Les sources d'énergie renouvelable telles que l'énergie solaire photovoltaïque et l'énergie éolienne, qui nécessitent peu d'eau pour produire de l'énergie, nécessitent de l'eau pour traiter les matières premières des matériaux (eau virtuelle). L'eau peut être prélevée ou consommée, et peut être catégorisée comme eau douce, eau de surface, eau bleue, eau grise ou eau verte entre autres. L'eau est considérée comme prélevée si elle ne réduit pas l'apport d'eau aux utilisateurs en aval, c'est-à-dire que l'eau prélevée est retournée à la même source, comme dans les centrales thermoélectriques qui utilisent l'eau pour le refroidissement et sont de loin les plus grands utilisateurs d'eau. Alors que l'eau usée est retournée au système pour des utilisations en aval, elle a généralement été dégradée d'une manière ou d'une autre, principalement à cause de la pollution thermique ou chimique, et le débit naturel a été modifié, ce qui n'est pas pris en compte dans l'évaluation si seulement la quantité d'eau est prise en compte. L'eau est consommée  lorsqu'elle est complètement éliminée du système, par exemple par évaporation ou consommation par les cultures ou les humains. Lors de l'évaluation de l'utilisation de l'eau, tous ces facteurs doivent être pris en compte, de même que les considérations spatiotemporelles, ce qui rend très difficile la détermination précise de l'utilisation de l'eau.
Spang et al. (2014) ont mené une étude sur la consommation d'eau pour la production d'énergie (water consumption for energy production - WCEP) à l'échelle internationale montrant les variations des types d'énergie produites entre les pays ainsi que les grandes différences de rendement énergétique par unité d'utilisation de l'eau (figure 1). Les opérations de distribution d'eau et de distribution d'énergie dans des conditions d'urgence de puissance et de disponibilité limitées de l'eau sont des facteurs importants pour améliorer la résilience globale du lien eau – énergie. Khatavkar et Mays (2017) présentent une méthodologie de contrôle des systèmes de distribution d'eau et de distribution d'énergie dans des conditions d'urgence de sécheresse et de disponibilité d'énergie limitée pour assurer au moins une alimentation minimale en eau de refroidissement aux centrales. Khatavkar et Mays (2017b) ont appliqué un modèle d'optimisation du système de connexion eau-énergie pour un système hypothétique au niveau régional qui a montré une meilleure résilience pour plusieurs scénarios d'urgence.
Un rapport de l'Agence internationale de l'énergie établit différentes projections pour les besoins futurs en eau douce pour la production d'énergie selon différents scénarios. Il évalue aussi la quantité d'énergie nécessaire à toute une série de processus dans le secteur de l'eau, notamment le traitement, la distribution et le dessalement des eaux usées, et la manière dont ces besoins pourraient croître au cours des 25 prochaines années. Il indique également où les potentiels d'efficacité énergétique et de récupération d'énergie existants peuvent être exploités.

### Production d'énergie primaire

#### Pétrole et gaz
Les usages de l'eau dans l'extraction du pétrole et du gaz vont au forage, à la complétion des puits et à la fracturation hydraulique, l'injection dans le réservoir lors de la récupération du pétrole secondaire et amélioré, à l'extraction de sables bitumineux et récupération in situ, à la mise à niveau et raffinage en produits. Les impacts potentiels sur l'eau passe par la contamination par des infiltrations de résidus, fluides de fracturation, reflux ou eau produite.

### Production d'électricité

#### Hydroélectricité
L'hydroélectricité est un cas particulier d'eau utilisée pour la production d'énergie principalement parce que la production hydroélectrique est considérée comme propre et renouvelable, et les barrages (source principale de production hydroélectrique) servent à d'autres fins que la production d'énergie, notamment la prévention, le stockage, le contrôle et les loisirs qui rendent difficiles les analyses d'affectation justifiables. De plus, les impacts de la production d'énergie hydroélectrique peuvent être difficiles à quantifier tant en termes de pertes par évaporation que de qualité altérée de l'eau, puisque les barrages entraînent des débits beaucoup plus froids que pour les cours d'eau. Dans certains cas, la modération des flux, étant considérée comme une rivalité de l'utilisation de l'eau dans le temps, elle peut également avoir besoin d'être prise en compte dans l'analyse d'impact.

## L'énergie utilisée pour la production d'eau
Les sources non conventionnelles en eau que sont le dessalement et la réutilisation ou recyclage des eaux usées, pour les pays qui ont des ressources en eau douce limitées, contribuent à réduire l’écart entre prélèvements d’eau douce et approvisionnement durable, mais ils contribuent également à l’augmentation de la demande énergétique du secteur de l’eau. Bien que le dessalement et la réutilisation de l'eau atteignent moins de 1 % des besoins mondiaux en eau, ces processus représentent près du quart de la consommation totale d'énergie dans le secteur de l'eau. 
En 2040, les deux sources devraient représenter 4 % de l’approvisionnement en eau, mais 60 % de la consommation d’énergie du secteur de l’eau. La capacité de dessalement devrait augmenter de manière significative au Moyen-Orient, le dessalement devrait alors représenter plus de 10 % de la consommation finale totale d’énergie du Moyen-Orient

## Intensité énergétique

### États-Unis (Californie)
En 2001, les réseaux d'eau aux États-Unis ont consommé environ 3 % de l'électricité annuelle totale (~ 75 TWh). Le  State Water Project (SWP) et le Central Valley Project (CVP) californiens sont ensemble les plus grands systèmes d'eau du monde avec la plus haute élévation d'eau, plus de 2000 pieds à travers les monts Tehachapi, acheminant l'eau du nord, plus humide et relativement rural, vers la vallée centrale à forte intensité agricole, et enfin vers le sud, aride et densément peuplé. Par conséquent, le SWP et le CVP sont les plus gros consommateurs d'électricité en Californie consommant environ 5 TWh d'électricité par an. En 2001, 19 % de la consommation totale d'électricité de l'État (~ 48 TWh/an) était utilisée dans la transformation de l'eau, y compris les utilisations finales, le secteur urbain en représentant 65 %. En plus de l'électricité, 30 % de la consommation de gaz naturel en Californie était due à des processus liés à l'eau, principalement le chauffage résidentiel, et 88 millions de gallons de Diesel étaient consommés par les pompes à eau souterraine pour l'agriculture. Le secteur résidentiel représentait à lui seul 48 % du total de l'électricité et du gaz naturel combinés consommés pour les procédés liés à l'eau dans l'État.
Dans son rapport de 2005 – Water-Energy Relationship (WER – la California Energy Commission (en) - a conclu que le secteur de l’eau est le plus gros utilisateur d’énergie de l’État, représentant 19% de l’électricité consommée dans l’État et 30% de l’utilisation de gaz naturel non liée aux centrales électriques.

Selon la California Public Utilities Commission (CPUC) Energy Division’s Embedded Energy in Water Studies report :
“L'Intensité énergétique "désigne la quantité moyenne d'énergie nécessaire pour transporter ou traiter l'eau ou les eaux usées par unité
L'intensité énergétique est parfois utilisée comme synonyme d'énergie incorporée ou incarnée ou énergie grise. En 2005, les livraisons d'eau à la Californie du Sud ont été évaluées comme ayant un niveau d'AE moyen de 12,7 MWh/MG, dont près des deux tiers étaient attribuables au transport. À la suite des conclusions qu'un cinquième de l'électricité californienne est consommée dans des processus liés à l'eau, y compris l'utilisation finale, la CPUC a répondu en autorisant une étude à l'échelle de l'État sur la relation entre l'énergie et l'eau qui a été menée par l'Institut californien pour l'énergie et l'environnement (CIEE) et a développé des programmes pour économiser l'énergie grâce à la conservation de l'eau,.